# Espécies de Ranunculus
Esta é uma lista de espécies do género Ranunculus segundo a Flora Europaea do Royal Botanic Garden Edinburgh.

## A

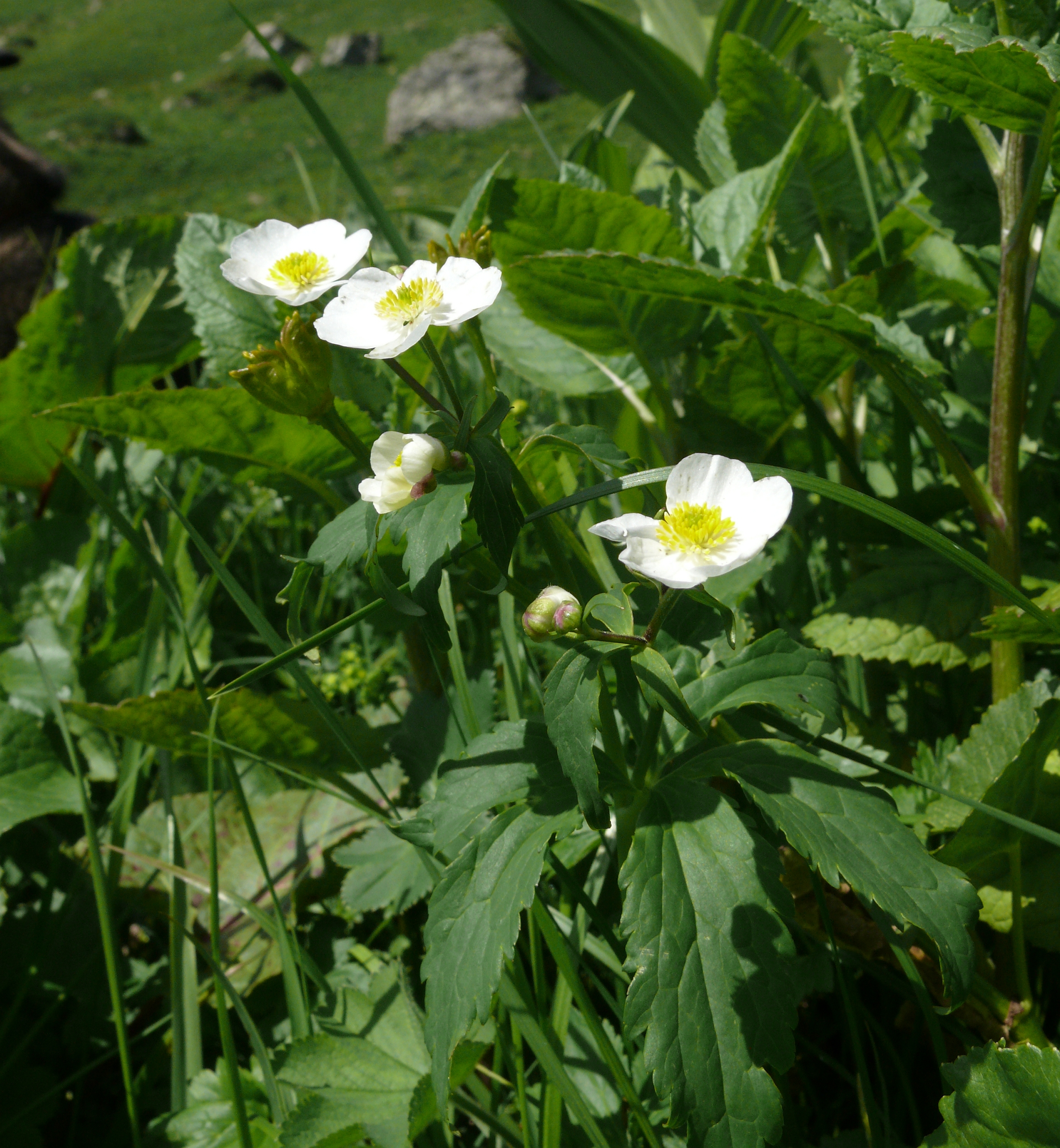
Ranunculus aconitifolius

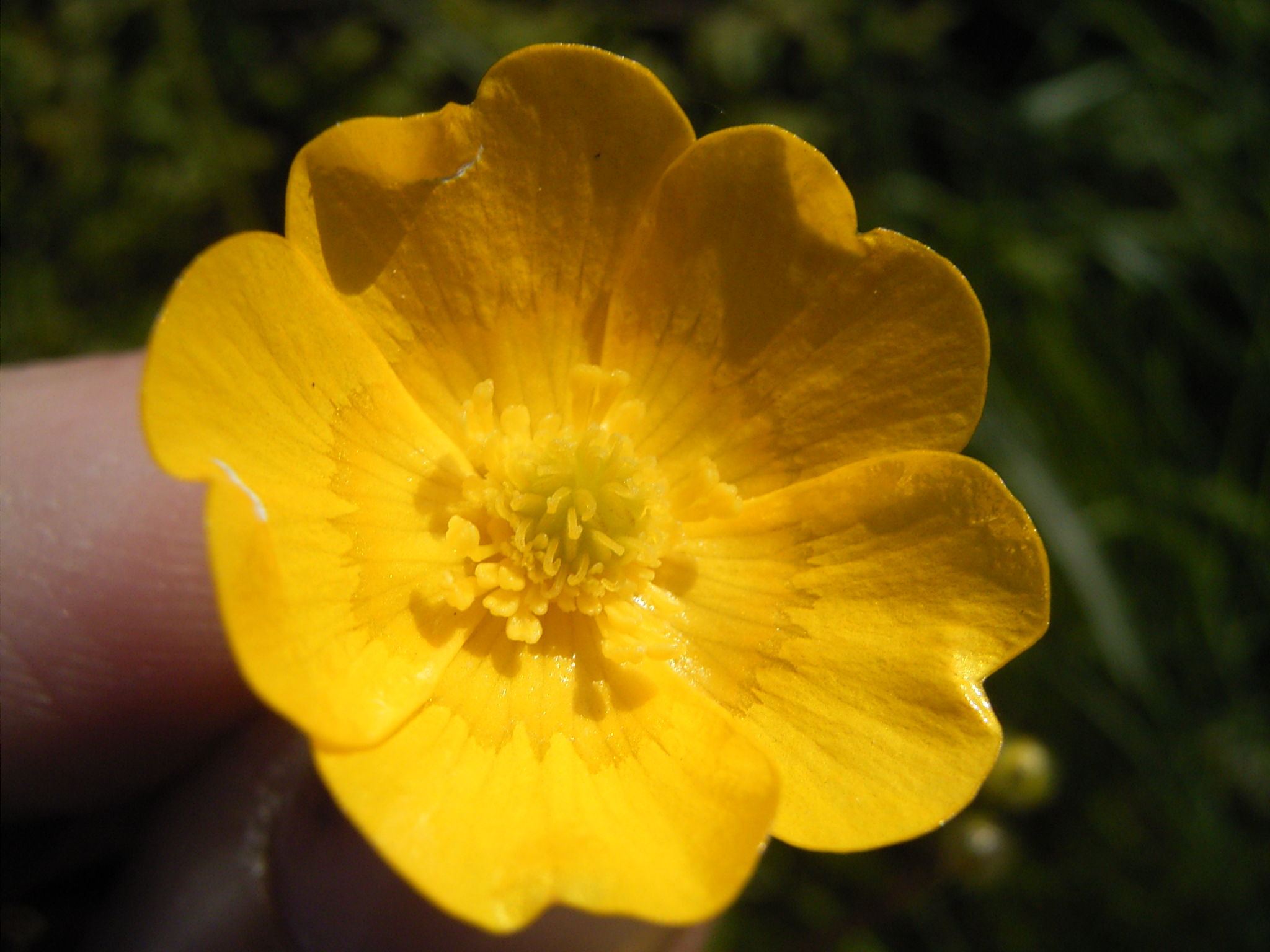
Ranunculus acris

- Ranunculus abnormis Cutanda & Willk. (1859)
- Ranunculus abortivus
- Ranunculus acetosellifolius Boiss. (1838)
- Ranunculus aconitifolius L. (1753)
- Ranunculus acraeus
- Ranunculus acris L. -
- Ranunculus aduncus Gren. (1847)
- Ranunculus aesontinus Pign. (P)
- Ranunculus aestivalis
- Ranunculus affinis R.Br. (1824)
- Ranunculus allemannii Br. - Bl. (P)
- Ranunculus alnetorum
- Ranunculus alpestris L. (1753)
- Ranunculus amplexicaulis L. (1753)
- Ranunculus apenninus (Chiov.) Pignatti (1983)
- Ranunculus aquatilis L. (1753)
- Ranunculus arvensis L. (1753)
- Ranunculus asiaticus L. (1753)
- Ranunculus augustanus Pign. (P)
- Ranunculus auricomus L. (1753)

## B
- Ranunculus barceloi Grau (1984)

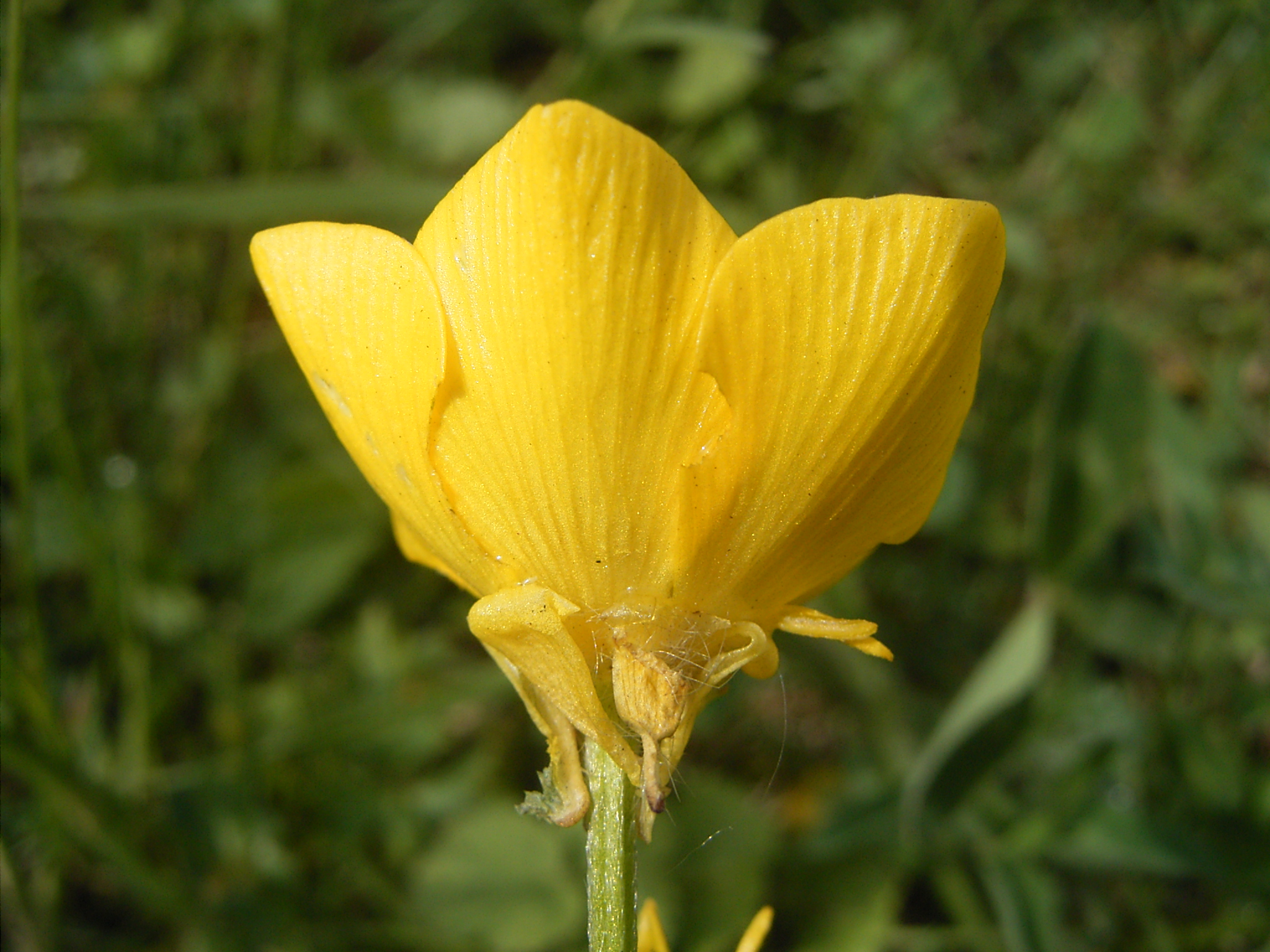
Ranunculus bulbosus

- Ranunculus batrachioides Pomel (1874)
- Ranunculus baudotii Godr. (1840)
- Ranunculus bilobus Bertol. (1858)
- Ranunculus boreoapenninus Pign. (P)
- Ranunculus braum-blanquetii Pign. (P)
- Ranunculus brevifolius Ten. (1815)
- Ranunculus breyninus Crantz. (1763)
- Ranunculus brutius Ten. (1811)
- Ranunculus bulbosus L. (1753)
- Ranunculus bullatus L. (1753)
- Ranunculus bupleuroides Brot. (1804)

## C

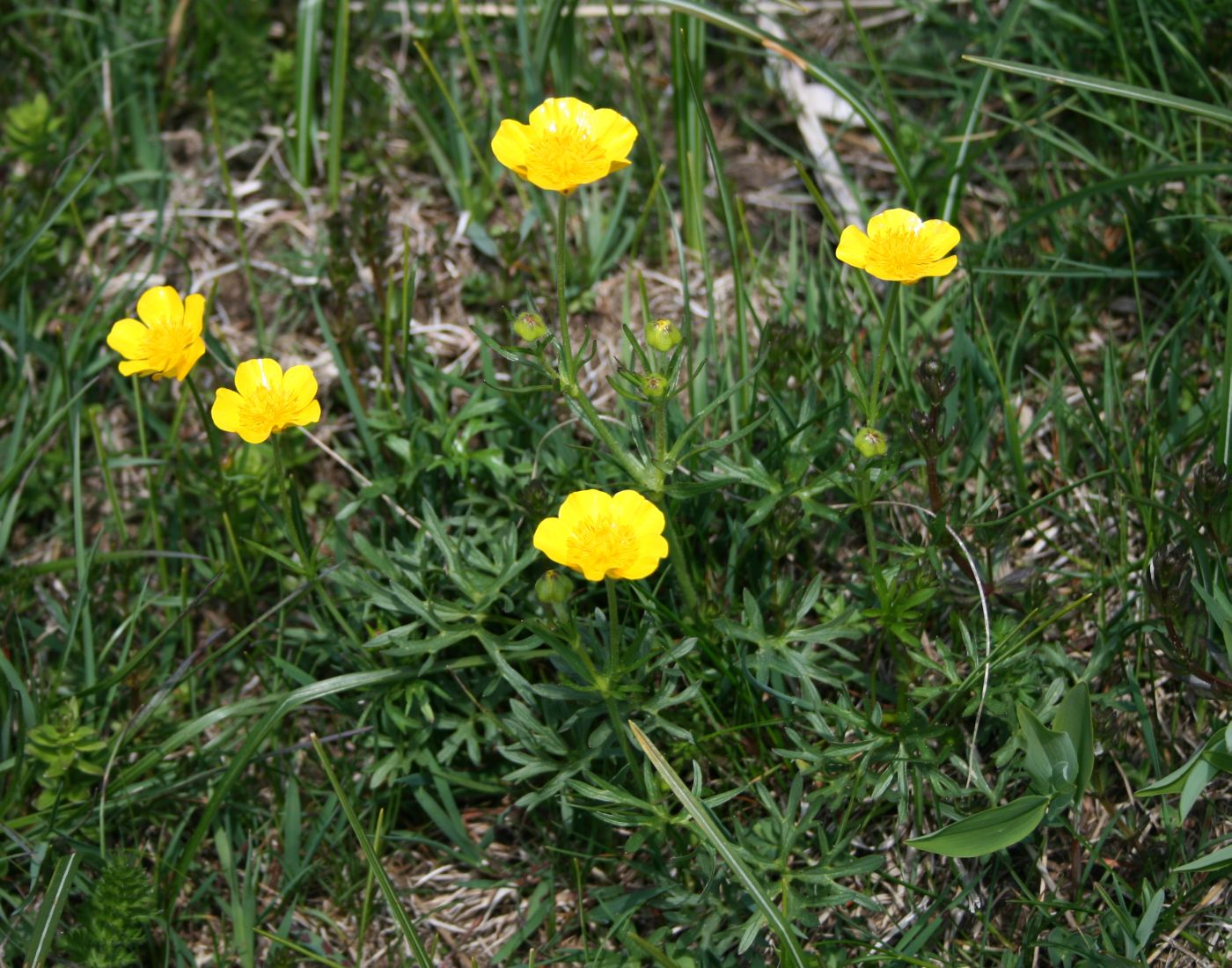
Ranunculus carinthiacus

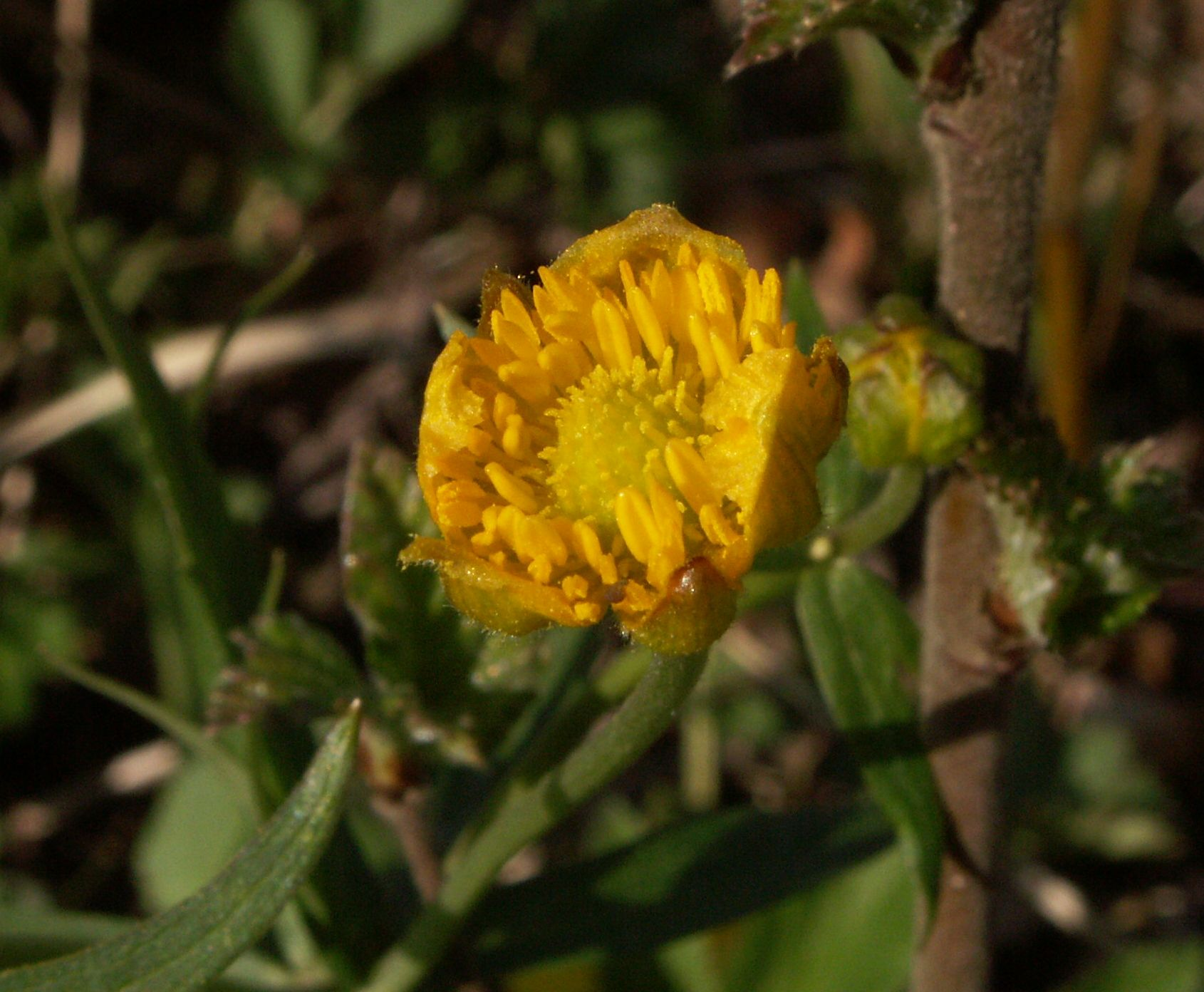
Ranunculus cassubicus

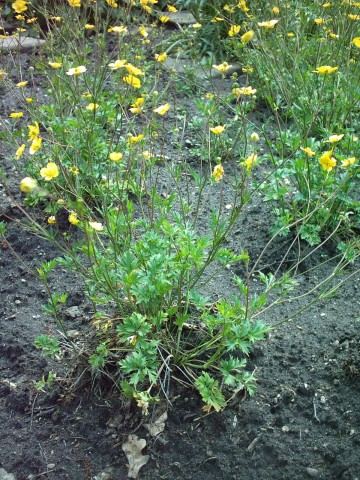
Ranunculus caucasicus

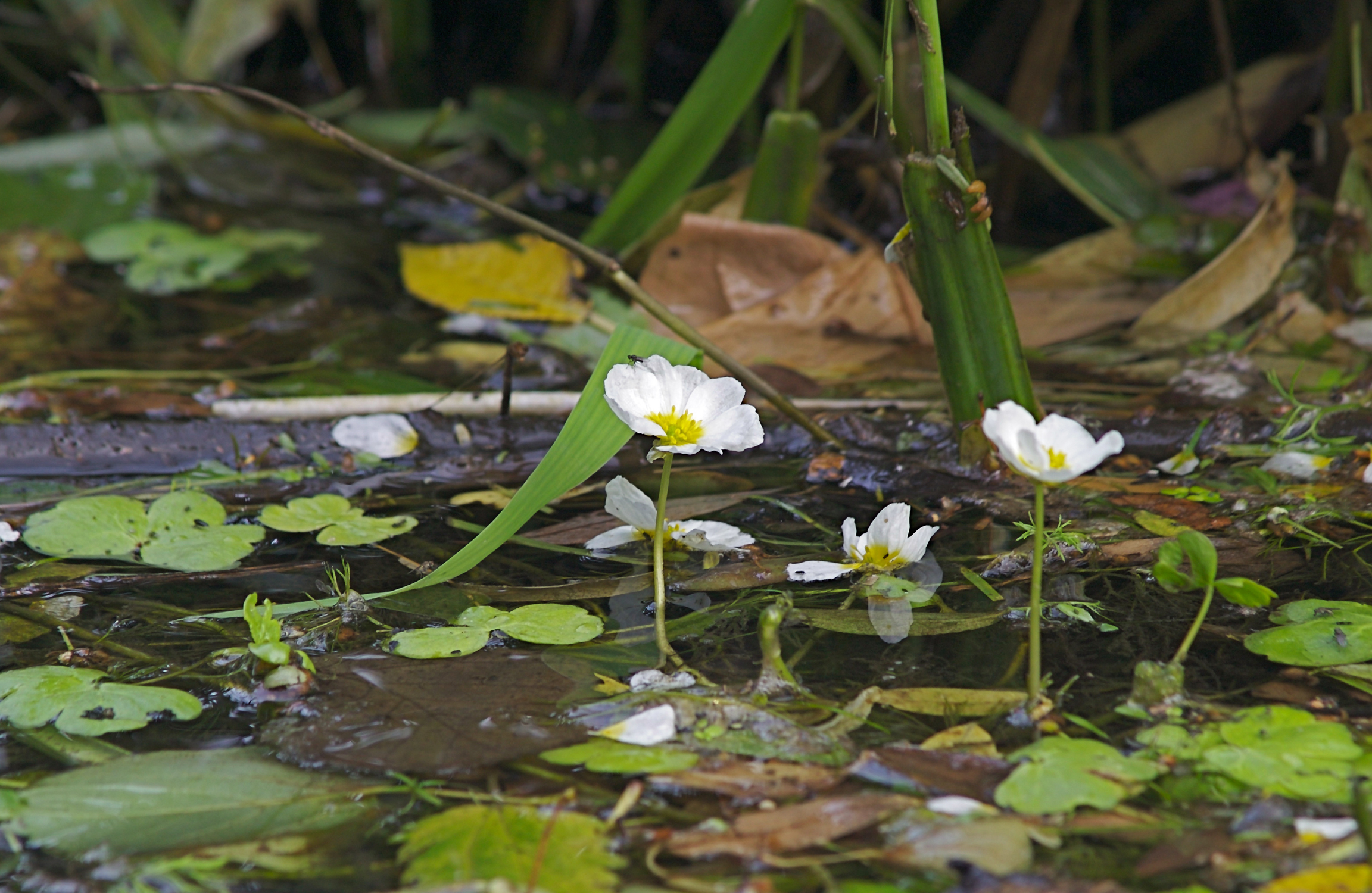
Ranunculus circinatus

- Ranunculus carinthiacus Hoppe (1826)
- Ranunculus carpaticus Herbich (1836)
- Ranunculus cassubicus L. (1753)
- Ranunculus caucasicus M.Bieb. (1808)
- Ranunculus chius DC. (1817)
- Ranunculus circinatus Sibth. (1794)
- Ranunculus clethraphilus Litard. (1909)
- Ranunculus concinnatus Schott (1857)
- Ranunculus constantinopolitanus (DC.) d'Urv. (1822)
- Ranunculus cordiger Viv. (1824)
- Ranunculus cornutus DC. (1817)
- Ranunculus cortusifolius Willd. (1809)
- Ranunculus crenatus Waldst. & Kit. (1799)
- Ranunculus creticus L. (1753)
- Ranunculus cupreus Boiss. & Heldr. (1849)
- Ranunculus cymbalaria Pursh (1814)
- Ranunculus cymbalarifolius Balb. ex Moris (1827)

## D
- Ranunculus degenii Kümmerle & Jáv. (1921)
- Ranunculus demissus DC. (1817) -
- Ranunculus dissectus M.Bieb. (1808)

## F
- Ranunculus falcatus L (1753)
- Ranunculus fallax (Wimm. & Grab.) Sloboda (1888)
- Ranunculus ficaria L. (1753)
- Ranunculus ficariiformis F.W.Schultz
- Ranunculus ficarioides Bory & Chaub. (1838)
- Ranunculus flabellatus Desf.
- Ranunculus flammula L. (1753)
- Ranunculus fluitans Lam. (1779)
- Ranunculus fontanus C.Presl (1822)
- Ranunculus friesianus Jordan

## G
- Ranunculus gardenensis Pign. (P)
- Ranunculus garganicus Ten. (P)
- Ranunculus glacialis L. (1753)
- Ranunculus gmelinii DC. (1817)
- Ranunculus gortanii Pign. (P)
- Ranunculus gouanii Willd. (1800)

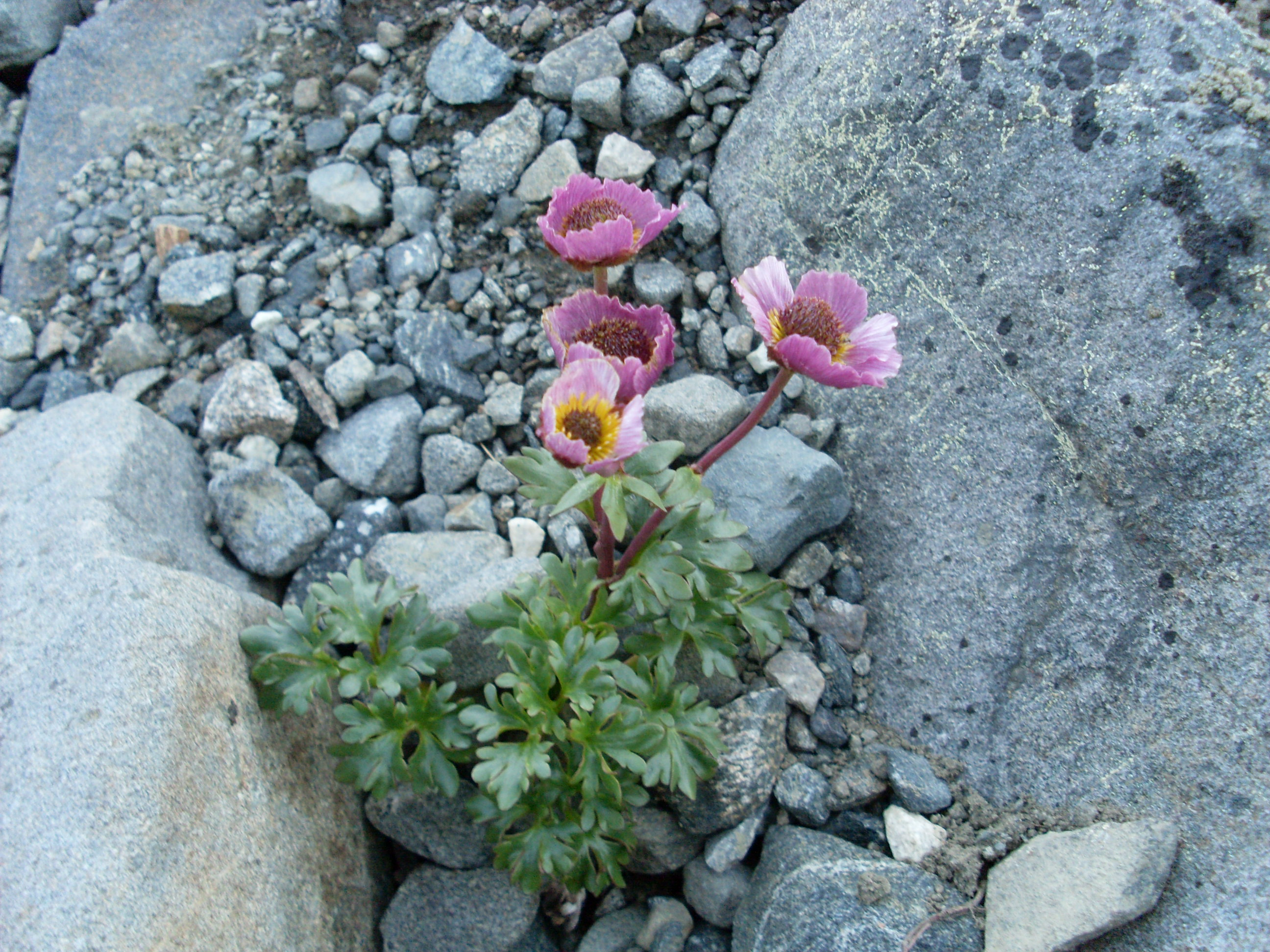
Ranunculus glacialis

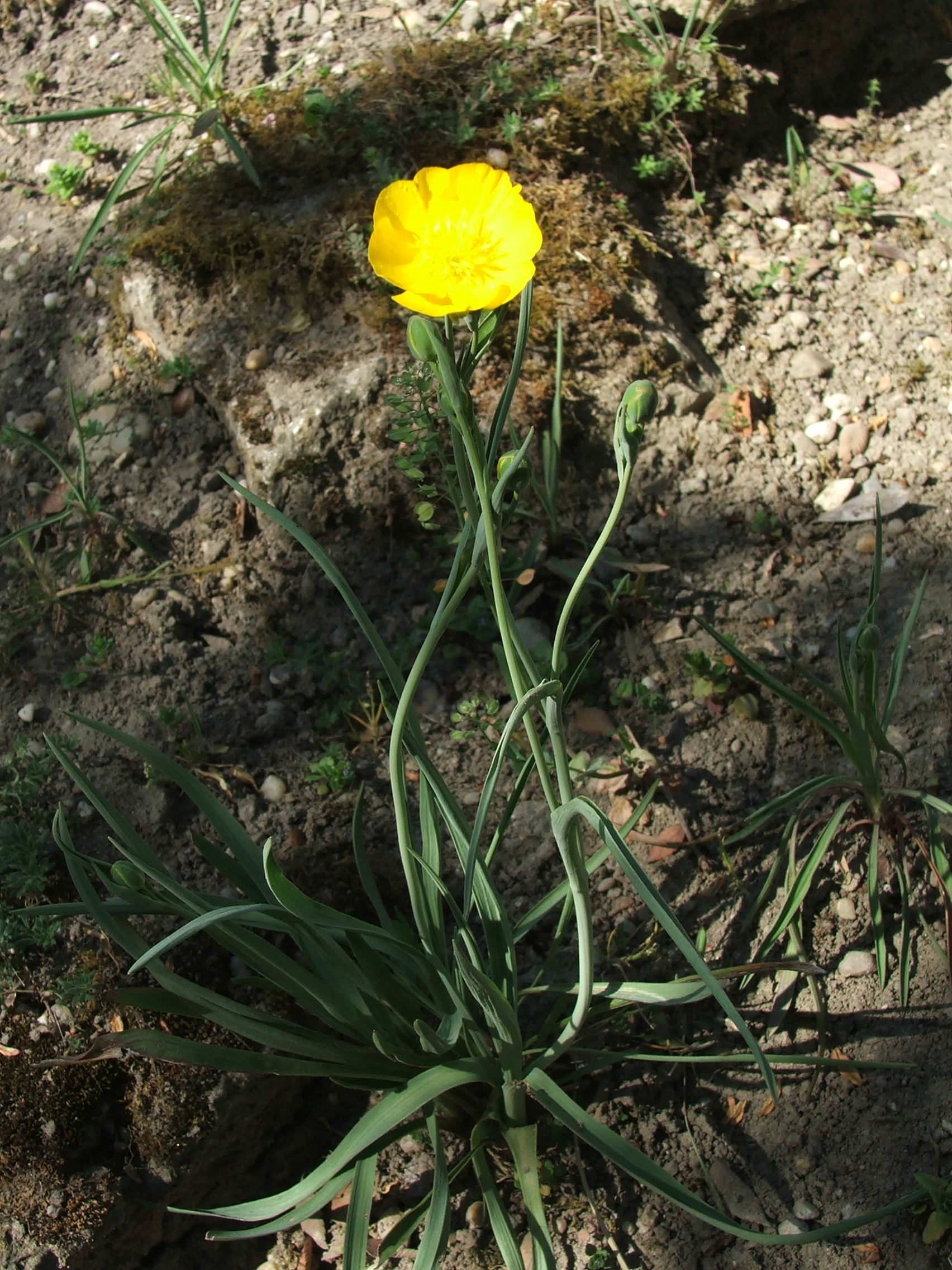
Ranunculus gramineus

- Ranunculus gracilis E.D.Clarke (1814)
- Ranunculus gramineus L. (1753)
- Ranunculus granatensis Boiss. (1853)
- Ranunculus gregarius Brot. (1804)

## H
- Ranunculus hayekii Dörfl. (1918)
- Ranunculus hederaceus L. (1753)
- Ranunculus hostiliensis Pign. (P)
- Ranunculus hybridus Biria (1811)

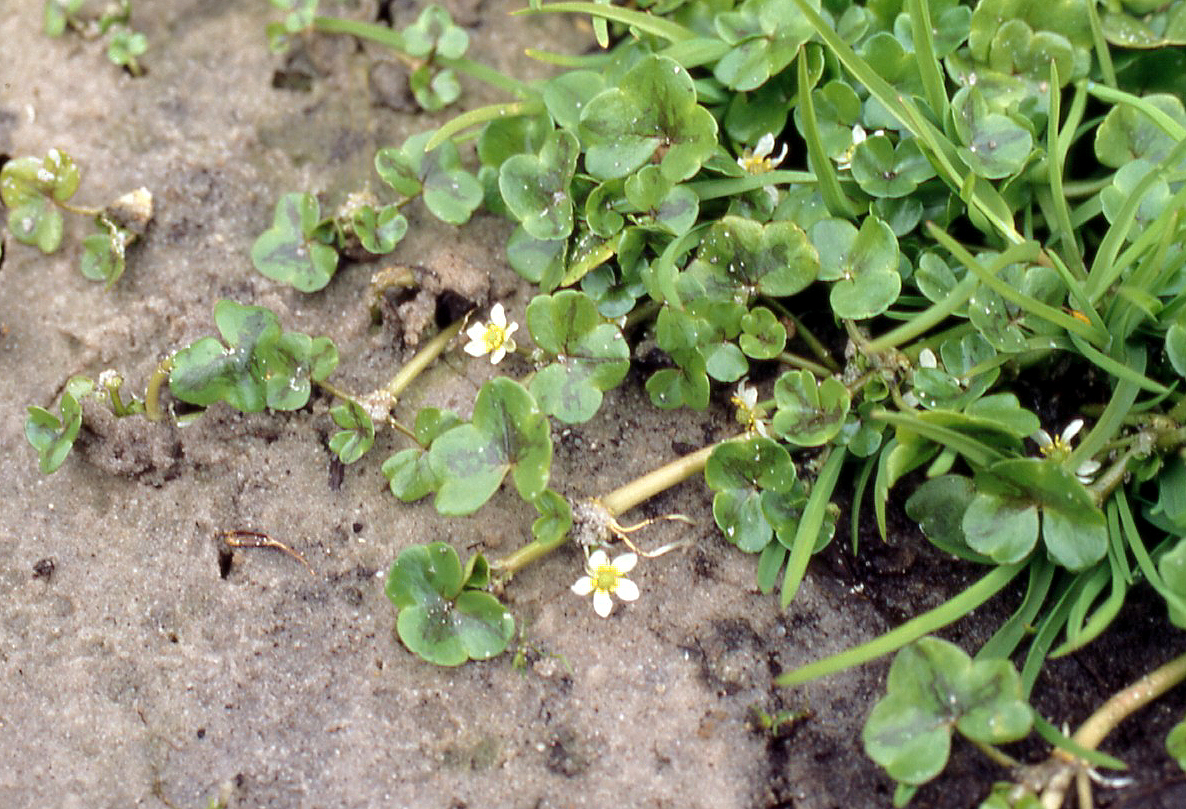
Ranunculus hederaceus

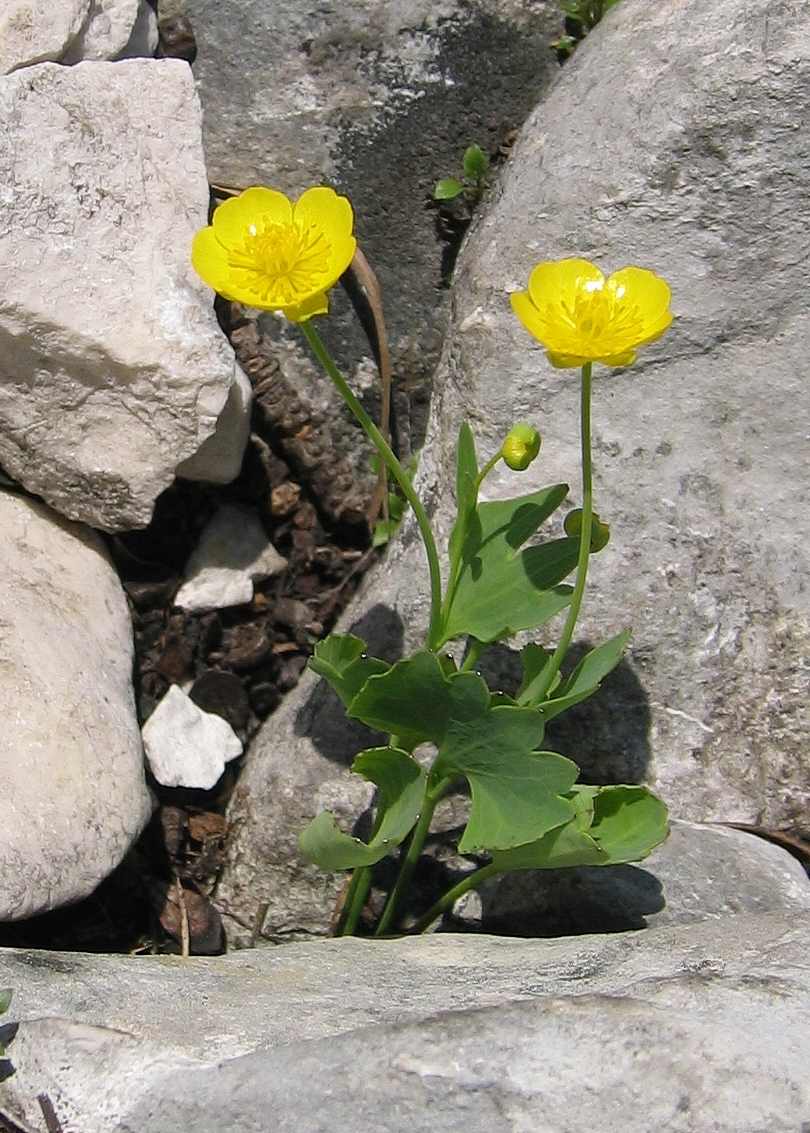
Ranunculus hybridus

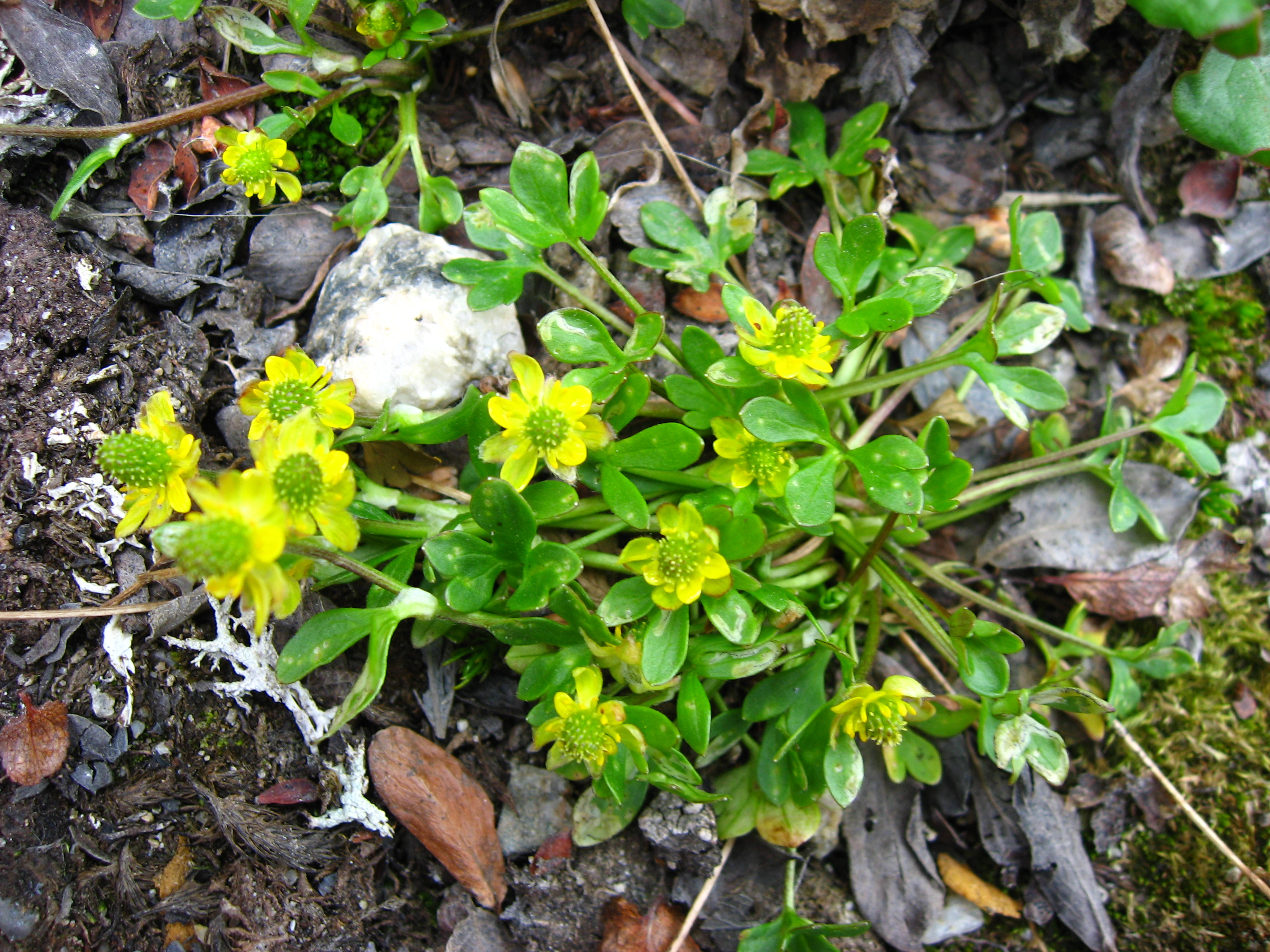
Ranunculus hyperboreus

- Ranunculus hyperboreus Rottb. (1770)

## I
- Ranunculus illyricus L. (1753)

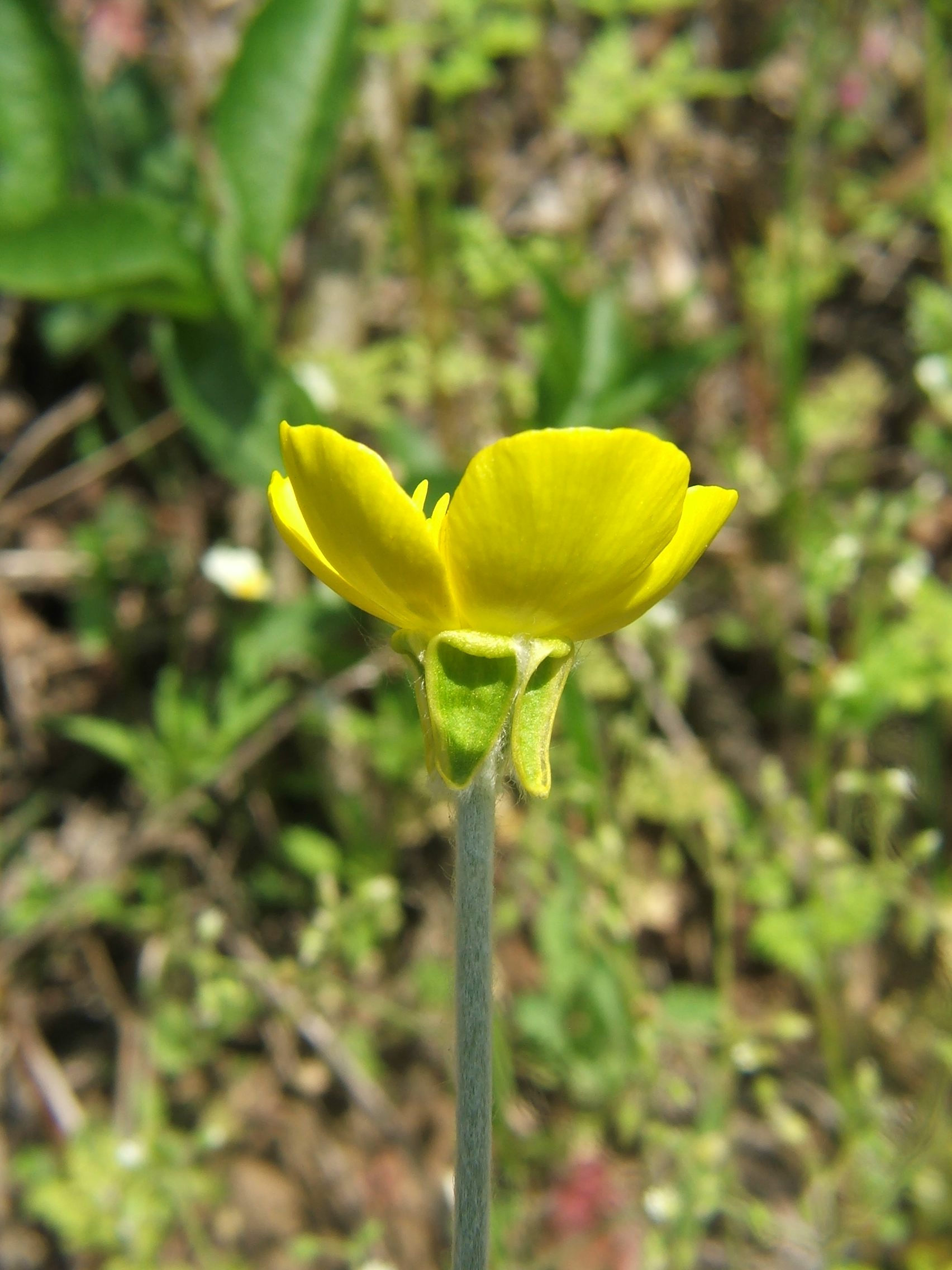
Ranunculus illyricus

- Ranunculus incomparabilis Janka (1872)
- Ranunculus isthmicus Boiss. (1846)
- Ranunculus insubricus Pign. (P)

## K
- Ranunculus kamchaticus DC. (1817)

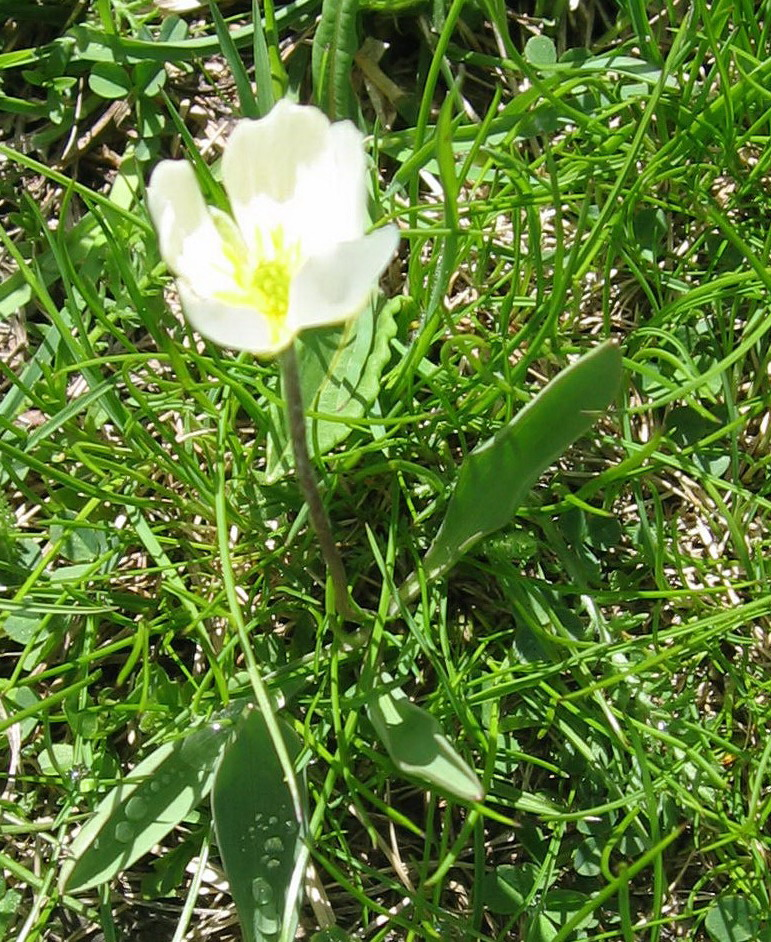
Ranunculus kuepferi

- Ranunculus keupferi Greuter & Burdet (1987)

## L
- Ranunculus lanuginosus L. (1753)
- Ranunculus lapponicus L. /1753)
- Ranunculus lateriflorus DC. (1817)
- Ranunculus lingua L. (1753)
- Ranunculus ligusticus Pign. (P)
- Ranunculus longipes Lange ex Cutanda (1861)
- Ranunculus luminarius Rigo (P)

## M

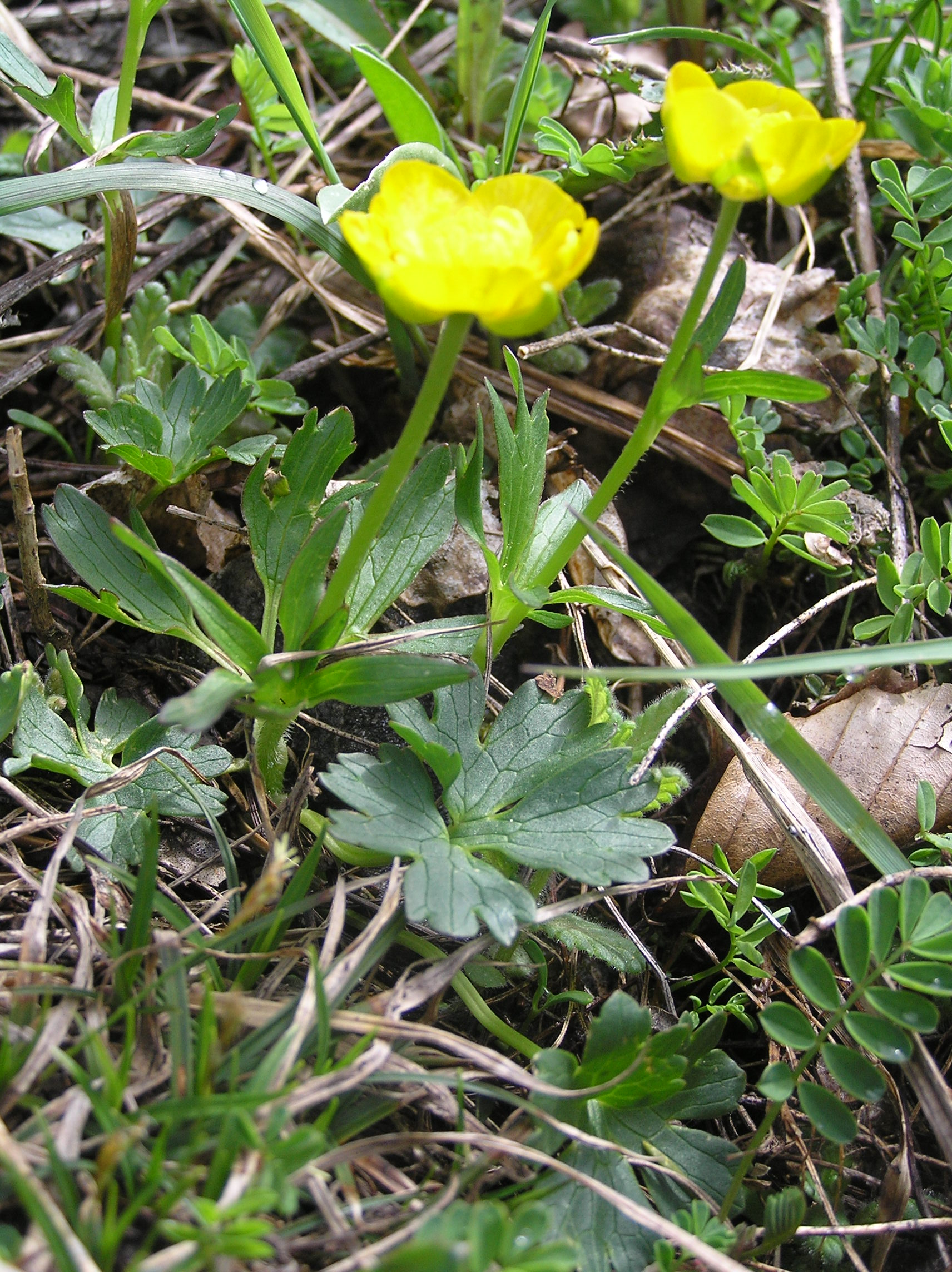
Ranunculus montanus

- Ranunculus macrophyllus Desf. (1798)
- Ranunculus magellensis Ten.
- Ranunculus marginatus d'Urv. (1822)
- Ranunculus marschlinsii Steud. (1841)
- Ranunuclus marsicus Guss. & Ten. (P)
- Ranunculus miliarakesii Halácsy (1912)
- Ranunculus millefoliatus Vahl  (1791)
- Ranunculus millii Boiss. & Heldr. (1867)
- Ranunculus monophyllus Ovcz. (1922)
- Ranunculus monspeliacus L. (1753)
- Ranunculus montanus Willd. (1800)

(sinonimo: R. geranifolius Schinz & Thell.)
- Ranunculus muricatus L. (1753)
- Ranunculus mutinensis Pign. (P)

## N

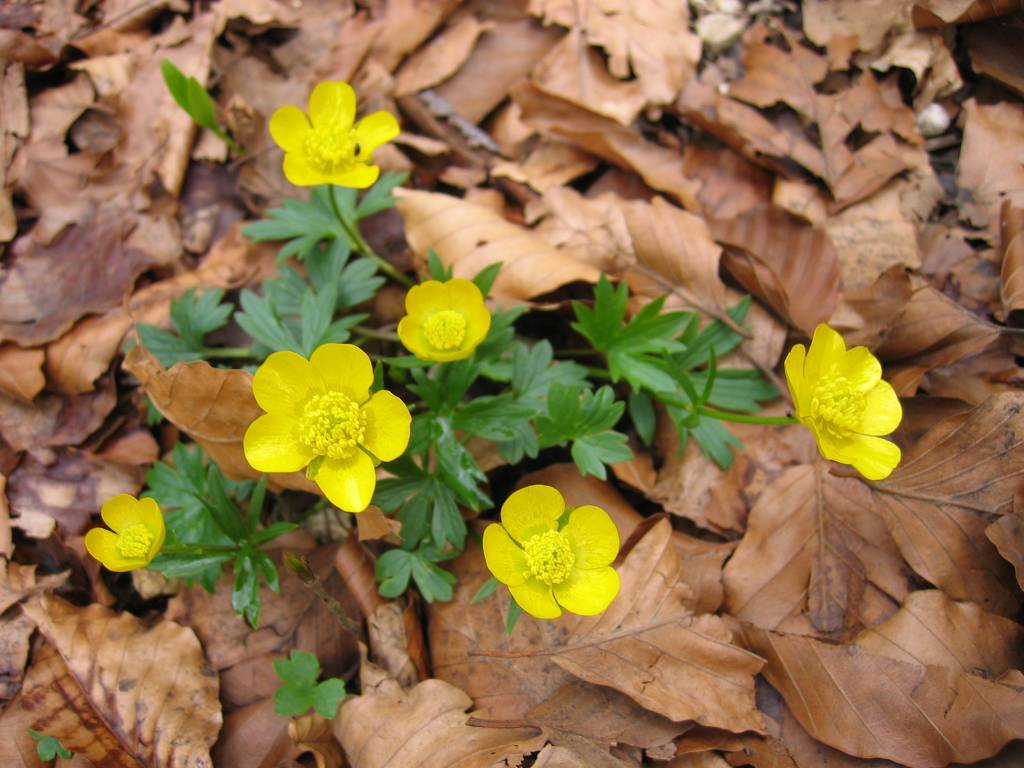
Ranunculus nemorosus

- Ranunculus neapolitanus Ten. (1825)
- Ranunculus nemorosus DC. (1817)
- Ranunculus nigrescens Freyn (1880)
- Ranunculus nivalis L. (1753)
- Ranunculus nodiflorus L. (1753)

## O

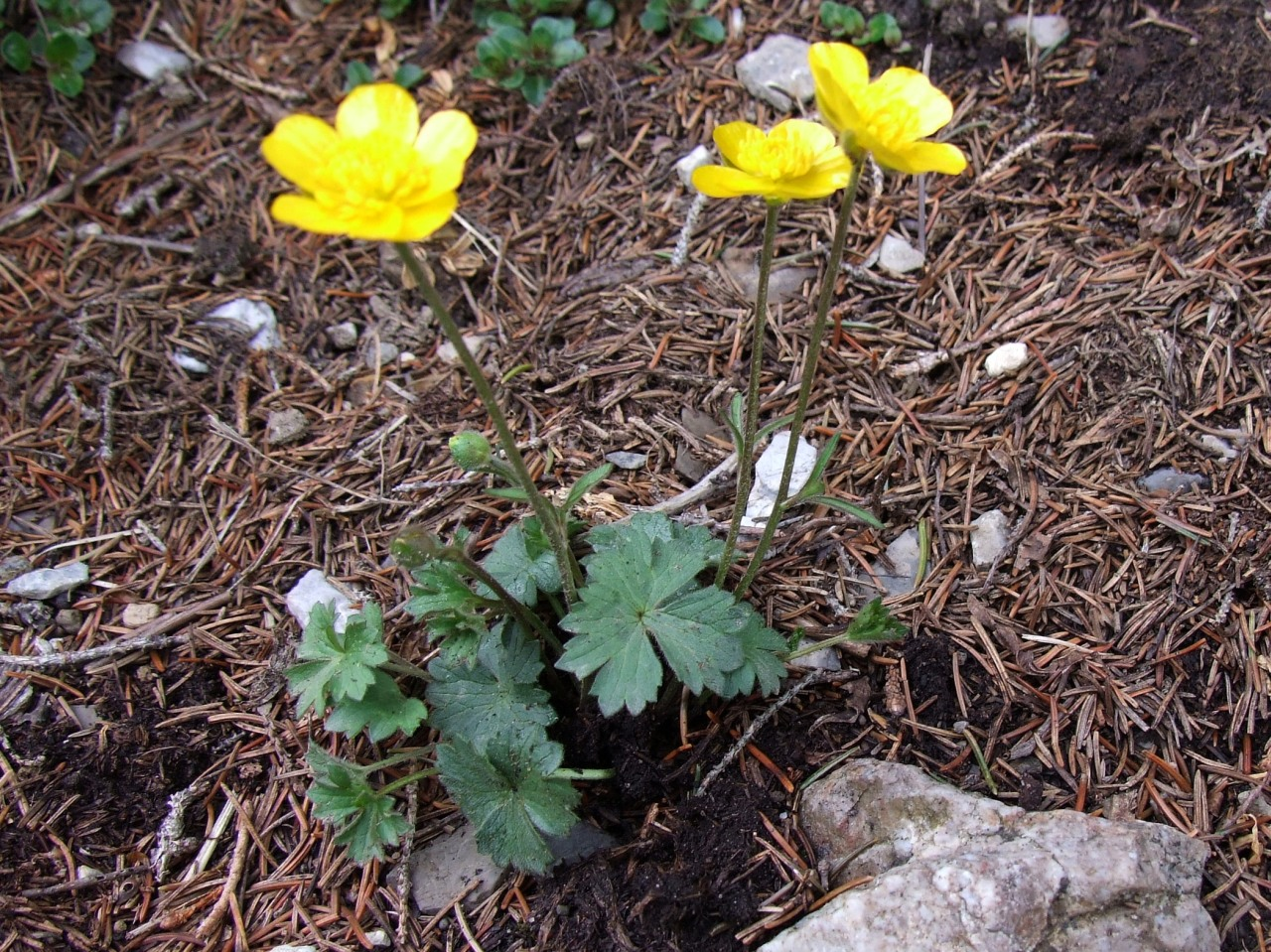
Ranunculus oreophilus

- Ranunculus ollissiponensis Pers. (1806)
- Ranunculus ololeucos J.Lloyd (1844)
- Ranunculus omiophyllus Ten. (1830)
- Ranunculus oreophilus M.Bieb. (1819)
- Ranunculus oxyspermus Willd. (1800)

## P
- Ranunculus palaeoeuganeus Pign. (P)
- Ranunculus pallasii Schltdl. (1819)
- Ranunculus paludosus Poir. (1789)
- Ranunculus parviflorus L. (1759)  -
- Ranunculus pedatifidus Sm.  (1814)
- Ranunculus pedatus Waldst. & Kit. (1802)
- Ranunculus peltatus Schrank (1789)
- Ranunculus platanifolius L. (1767)
- Ranunculus platyspermus Fisch. ex DC. (1824)
- Ranunculus pollinensis (Terr.) Chiov. (P)
- Ranunculus polyanthemoides Boreau
- Ranunculus polyanthemophyllos Koch & Hess
- Ranunculus polyanthemos L. (1753)
- Ranunculus polyphyllus Waldst. & Kit. ex Willd. (1800)
- Ranunculus polyrhizos Stephan ex Willd. (1800)
- Ranunculus pospichalii Pign. (P)
- Ranunculus pratensis C.Presl (1822)
- Ranunculus pseudofluitans (Syme) Newbould ex Baker & Foggitt (1865)
- Ranunculus pseudomillefoliatus Grau (1984)
- Ranunculus pseudomontanus Schur (1877)
- Ranunculus psilostachys Griseb. (1843)
- Ranunculus pygmaeus Wahlenb. (1812)
- Ranunculus pyrenaeus L. (1771) -

## R

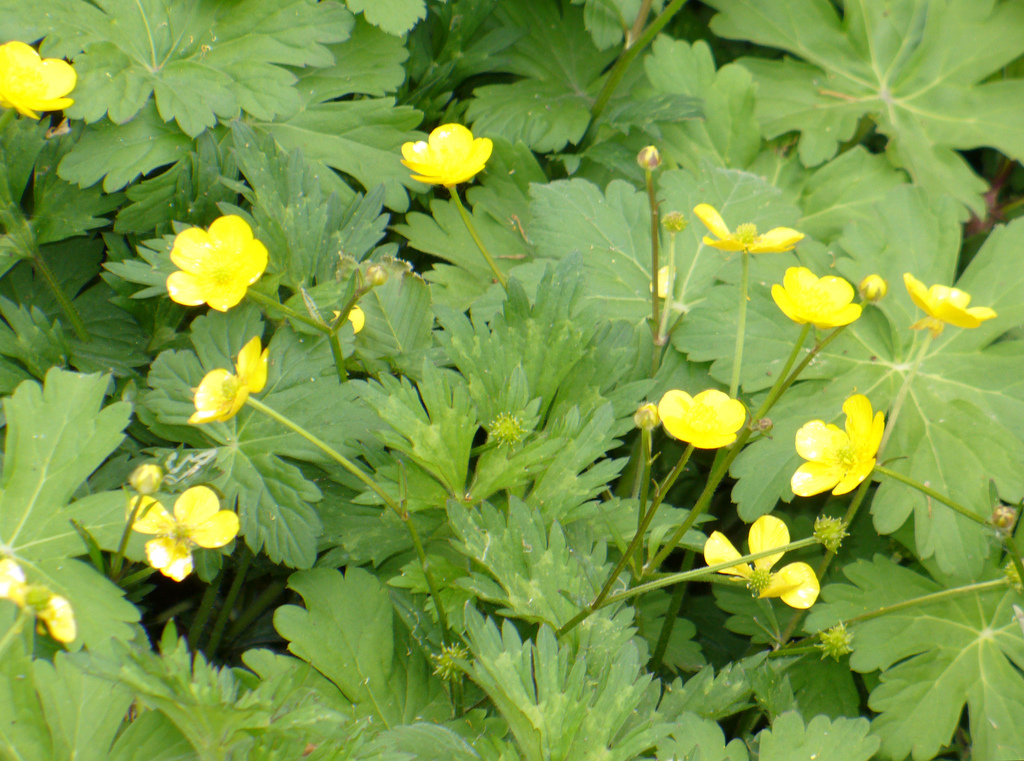
Ranunculus repens

- Ranunculus radinotrichus Greuter & Strid (1981)
- Ranunculus repens L. (1753)
- Ranunculus reptans L. (1753)
- Ranunculus revelieri Boreau (1857)
- Ranunculus rionii Lagger (1848)
- Ranunculus rumelicus Griseb. (1843)
- Ranunculus rupestris Guss. (P) – Ranuncolo rupestre
- Ranunculus ruscinonensis Landolt (1956)

## S
- Ranunculus saniculifolius Viv.
- Ranunculus sardous Crantz (1763)
- Ranunculus sartorianus Boiss. & Heldr. (1853)
- Ranunculus sceleratus L. (1753)
- Ranunculus seguieri Vill. (1779)
- Ranunculus serbicus Vis. (1858)
- Ranunculus serpens Schrank (1789)
- Ranunculus silanus Pign. (P)
- Ranunculus sphaerospermus Boiss. & Blanche (1856)
- Ranunculus spicatus Desf.  (1798)
- Ranunculus spruneranus Boiss. (1843)
- Ranunculus strigulosus Schur (1866)
- Ranunculus subhomophyllus (Halácsy) Vierh (1935)
- Ranunculus sulphureus Phipps (1774)

## T
- Ranunculus thasius Halács (1892)
- Ranunculus thomasii Ten.
- Ranunculus thora L. (1753)
- Ranunculus thracicus Azn. (1899)
- Ranunculus traunfellneri Hoppe (1826)
- Ranunculus trichophyllus Chaix (1786)
- Ranunculus tripartitus DC. (1808)
- Ranunculus tuberosus Lapery. (1813)

## V
- Ranunculus velutinus Ten. (1825)
- Ranunculus venetus Huter ex Landol (1964)
- Ranunculus villarsi DC. (1805)

## W
- Ranunculus wettsteinii Dörfl. (1918)
- Ranunculus weyleri Marès (1865)
- Ranunculus wraberi Pign. (P)

### Algunos híbridos
- Ranunculus × aconitoides DC. ex Rouy (1893)- Ibrido fra: R. aconitifolius e R. glacialis
- Ranunculus × bachii Wirtgen (1845) - Ibrido  fra: R. fluitans e R. trichophyllus
- Ranunculus × chrysanthus Brügger (1880) - Ibrido fra: R. repens e R. tuberosus
- Ranunculus × digeneus Kerner ex W. Huber (1988) – Ibrido fra: R. parnassifolius e R. seguieri
- Ranunculus × faurei Rouy & E.G. Camus (1901) - Ibrido fra: R. platanifolius e R. seguieri
- Ranunculus × felixii Segret (1936) - Ibrido fra: R. ololeucos e R. tripartitus
- Ranunculus × gelidus Hoffmanns. ex Reichenb. (1832) - Ibrido fra: R. alpestris e R. glacialis
- Ranunculus × glueckii A. Félix ex C. Cook (1960) - Ibrido fra: R. circinatus e R. trichophyllus
- Ranunculus × goldei Meinshausen ex Trautv. (1883) - Ibrido fra: R. acris e R. bulbosus
- Ranunculus × hiltonii H. Groves & J. Groves (1901) - Ibrido fra: R. omiophyllus e R. peltatus
- Ranunculus × intermediifolius W. Huber (1988) - Ibrido fra: R. aconitifolius e R. platanifolius
- Ranunculus × kelchoensis S. Webster (1990) - Ibrido fra: R. fluitans e R. peltatus
- Ranunculus × lacerus Bellardi (1791) - Ibrido fra: R. platanifolius e R. pyrenaeus
- Ranunculus × lambertii A. Félix (1912) - Ibrido fra: R. aquatilis e R. baudotii
- Ranunculus × levenensis Druce ex Gornall (1987) - Ibrido fra: R. flammula e R. reptans
- Ranunculus × luizetii Rouy (1893) - Ibrido fra: R. parnassifolius e R. pyrenaeus
- Ranunculus × lutzii A. Félix (1912) - Ibrido fra: R. aquatilis e R. trichophyllus
- Ranunculus × novae-forestae S. Webster (1990) - Ibrido fra: R. omiophyllus e R. tripartitus
- Ranunculus × peredae Laínz (1964) - Ibrido fra: R. amplexicaulis e R. parnassifolius
- Ranunculus × preaubertii A. Félix (1913) - Ibrido fra: R. ololeucos e R. omiophyllus
- Ranunculus × scissus W. Huber (1988) - Ibrido fra: R. kuepferi e R. platanifolius
- Ranunculus × spitzbergensis Hadac (1944)
- Ranunculus × transdanubicus Pénzes (1957) - Ibrido fra: R. acer e R. lanuginosus
- Ranunculus × virzionensis A. Félix (1912) - Ibrido fra: R. aquatilis e R. peltatus
- Ranunculus × yvesii Burnat in Rouy (1901) - Ibrido fra: R. pyrenaeus e R. seguieri